# Christian Maggio
Pour les articles homonymes, voir Maggio.
Christian Maggio (né le 11 février 1982 à Montecchio Maggiore) est un footballeur international italien, évoluant au poste de défenseur ou de milieu de terrain.
C'est un milieu de terrain droit qui peut également évoluer comme latéral. Ayant des qualités de défenseur correct, il fait surtout la différence grâce à ses courses incessantes et sa vitesse qui fait des ravages. Il est aussi doté d'une bonne finition devant le but.

## Carrière

### Vicence
Il commence sa carrière en Série A dans son club formateur, le Vicenza Calcio durant la saison 2000-2001. Son club descend en Série B ce qui lui offre un temps de jeu plus important et qui lui permet de mettre en valeur ses qualités. Sa progression est stoppée brutalement lors de la saison 2002-2003 à cause de blessures à répétition.

### Fiorentina et petit passage à Trévise
En 2003-2004, il rejoint la Fiorentina qui évolue alors en Série B où il devient un élément essentiel du club et est l'un des grands artisans de la remontée de la Viola parmi l'élite. Cependant, il est peu utilisé les saisons suivantes (notamment prêt de six mois au Trévise Football Club) et décide de quitter la Fiorentina. 

### UC Sampdoria
Lors de l'été 2006, l'UC Sampdoria recrute Maggio en prêt avec option d'achat. Après un début de saison sur le banc, il va peu à peu s'imposer dans le couloir droit de la défense génoise. En 2007-2008, son début de saison est gâché par une blessure mais il deviendra titulaire dans le système de la défense à trois de Walter Mazzarri. Il explose littéralement avec la Sampdoria au plus haut niveau avec de grosses qualités de contre-attaquant. Très apprécié par les supporteurs du club, il deviendra l'idole des supporteurs un soir du 17 février 2008 en inscrivant l'unique but de la rencontre lors du derby face au Genoa CFC, l'ennemi juré. Ses performances restent exceptionnelles jusqu'à la fin de la saison et ne passent pas inaperçues.

### Arrivée au Napoli
Son nom revient régulièrement dans les rumeurs de transfert. En effet, le joueur est suivi par les plus grands clubs italiens mais aussi par des clubs étrangers. C'est finalement le SSC Naples qui décroche le gros lot, le 11 juin 2008, en l'engageant pour un montant aux alentours de 8 millions d'euros, Maggio évolue donc au Napoli pour la saison 2008-2009. Il sera remplacé à la Sampdoria par le lituanien Marius Stankevičius. Par ailleurs, Maggio n'est pas étranger à l'excellent début de saison du club napolitain.
Durant la saison 2010-2011, il réalise là la plus belle saison de sa carrière jusqu'à présent avec son équipe qui termine troisième de la Série A et ainsi participe à sa première Ligue des champions pour la saison 2011-2012 dans le groupe de la "mort" avec Bayern Munich, Manchester City et Villarreal CF.

## Carrière internationale

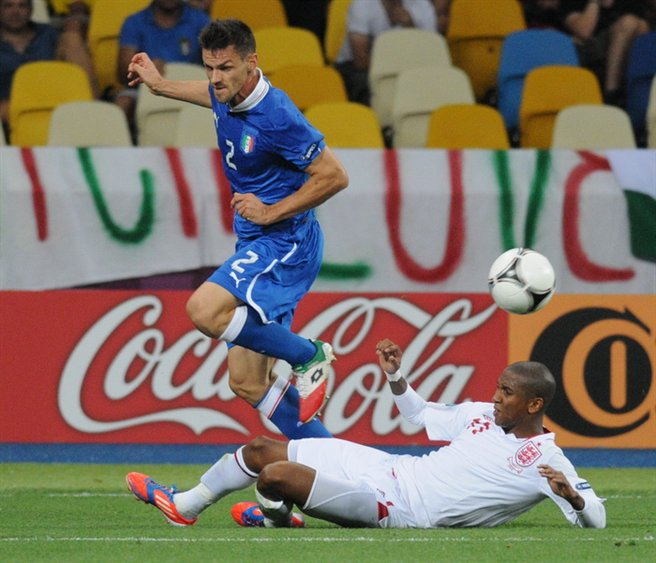
Maggio lors de l'Euro 2012 contre l'Angleterre.

Il est retenu pour l'Euro 2012, et est titulaire lors des deux premiers matchs face à l'Espagne et la Croatie. Suspendu pour la demi-finale contre l'Allemagne, il ne participera pas non plus à la finale perdue contre l'Espagne (4-0).

## Palmarès
- SSC Naples :
  -  Vainqueur de la Coupe d'Italie en 2012 et 2014.
  - Vainqueur de la Supercoupe d'Italie en 2014.

## Filmographie
- 2013 : Colpi di fortuna de Neri Parenti